# When Disaster Strikes
When Disaster Strikes ist das zweite Soloalbum des US-amerikanischen Rappers Busta Rhymes. Es erschien am 23. September 1997 über Flipmode Records und Elektra Records. Zur Album-Veröffentlichung wurden drei Singles ausgekoppelt. Diese sind Put Your Hands Where My Eyes Could See, Dangerous sowie die Doppel-Single Turn It Up (Remix) / Fire It Up.

## Produktion
Der Großteil der Produktionsarbeit erfolgte durch DJ Scratch und Busta Rhymes selber. DJ Scratch hat die Beats der Lieder Intro, The Whole World Looking At Me, When Disaster Strikes, Get High Tonight, We Could Take It Outside, Get Off My Block und Outro (Preparation For The Final World Front) produziert. Busta Rhymes war an der Produktion von Intro beteiligt und steuerte zudem die musikalische Untermalung zu Turn It Up und There's Not A Problem My Squad Can't Fix bei. Weitere Produzenten, die sich bei der Entstehung des Albums einbrachten sind The Ummah (So Hardcore), Epitome, Buddah und Shamello (Put Your Hands Where My Eyes Could See), Latief (It's All Good), Rashad Smith (Rhymes Galore und Dangerous), Easy Mo Bee (Things We Be Doin' For Money Part 1), 8-Off und Clarence Dorsey (Things We Be Doin' For Money Part 2) und Rockwilder (One). Der als Puff Daddy bekannt gewordene Hip-Hop-Musiker Sean Combs hat außerdem das Stück The Body Rock produziert.

## Titelliste
1. Intro – 4:44
2. The Whole World Lookin’ At Me – 3:26
3. Survival Hungry – 3:41
4. When Disaster Strikes – 3:25
5. So Hardcore – 4:51
6. Get High Tonight – 3:51
7. Turn it Up – 4:11
8. Put Your Hands Where My Eyes Could See – 3:11
9. It’s All Good – 5:03
10. There’s Not a Problem My Squad Can’t Fix (feat. Jamal) – 5:56
11. We Could Take it Outside (feat. The Flipmode Squad) – 4:47
12. Rhymes Galore – 2:33
13. Things We Be Doin’ For Money, Pt. 1 – 3:18
14. Things We Be Doin’ For Money, Pt. 2 (feat. Rampage, Anthony Hamilton und The Chosen Generation) – 4:56
15. One (feat. Erykah Badu) – 4:38
16. Dangerous – 3:37
17. The Body Rock (feat. Rampage, Sean Combs und Mase) – 5:33
18. Get Off My Block (feat. Lord Have Mercy) – 3:58
19. Outro (Preparation For the Final World Front) – 2:31

## Rezeption
Entertainment Weekly wertete Rhymes zweites Album mit der Note „B“. Busta Rhymes bleibe trotz der Hilfe durch Puff Daddy und Erykah Badu die originellste Stimme des Hip-Hops („Busta Rhymes […] remains hip-hop's most original voice; still, despite help from Puffy Combs and Erykah Badu“). Aus Sicht der Redaktion wirke When Disaster Strikes jedoch nicht wie ein zusammenhängendes Album („this comes off more like a free-associative collision of skits and verbal pyrotechnics than a coherent album“).
Steve Huey verfasste eine Kritik für All Music Guide, in der er die beiden Single-Auskoppelungen Dangerous und Put Your Hands Where My Eyes Could See als toll bezeichnete. Die zweite Hälfte des Albums könne aufgrund der zahlreichen Gastmusiker, die Busta Rhymes nicht ersetzen können und größtenteils eher langweilig seien, nicht überzeugen („The second half of the album slows down the momentum somewhat, with a bevy of guests, collaborations, and posse cuts; a few offer some welcome variety, but often they don't replace Rhymes' manic energy with anything quite as exciting.“).

## Kommerzieller Erfolg

### Chartplatzierungen
When Disaster Strikes konnte Platz 3 der US-amerikanischen Charts erreichen. Insgesamt verblieb der Tonträger 44 Wochen in den Billboard 200. In Deutschland stieg das Album zunächst auf Platz 70 ein und erreichte später Rang 62. Über einen Zeitraum von elf Wochen war When Disaster Strikes in der deutschen Hitparade vertreten. Auch in den Niederlanden erreichte das Album mit Position 73 eine Platzierung in den Album-Charts.
| ChartsChartplatzierungen       | Höchstplatzierung | Wochen |
| ------------------------------ | ----------------- | ------ |
| Deutschland (GfK)              | 62 (11 Wo.)       | 11     |
| Vereinigte Staaten (Billboard) | 3 (44 Wo.)        | 44     |
| Vereinigtes Königreich (OCC)   | 34 (7 Wo.)        | 7      |

### Auszeichnungen für Musikverkäufe
| Land/Region                  | Auszeichnungen für Musikverkäufe (Land/Region, Auszeichnung, Verkäufe) | Verkäufe  |
| ---------------------------- | ---------------------------------------------------------------------- | --------- |
| Vereinigte Staaten (RIAA)    | Platin                                                                 | 1.000.000 |
| Vereinigtes Königreich (BPI) | Gold                                                                   | 100.000   |
| Insgesamt                    | 1× Gold · 1× Platin ·                                                  | 1.100.000 |